# IC 5146
IC 5146 (también Caldwell 19, Sh 2-125, y la Nebulosa Cocoon) es una nebulosa de reflexión/emisión y objeto Caldwell en la constelación de Cygnus. La descripción del NGC se refiere a IC 5146 como un cúmulo de estrellas de 9,5 mag involucradas en una nebulosa brillante y oscura. El cúmulo también se conoce como Collinder 470. Brilla a una magnitud de +10,0/+9,3/+7,2. Sus coordenadas celestes son RA 21h 53,5m , dec +47° 16′. Se encuentra cerca de la estrella Pi Cygni a simple vista, del cúmulo abierto NGC 7209 en Lacerta y del brillante cúmulo abierto M39. El cúmulo está a unas 4.000 años luz de distancia, y la estrella central que lo ilumina se formó hace unos 100.000 años; la nebulosa tiene unos 12 arcmins de diámetro, lo que equivale a una extensión de 15 años luz.
Cuando se observa IC 5146, la nebulosa oscura Barnard 168 (B168) es una parte inseparable de la experiencia, formando un carril oscuro que rodea el cúmulo y se proyecta hacia el oeste formando la apariencia de una estela detrás del Capullo.

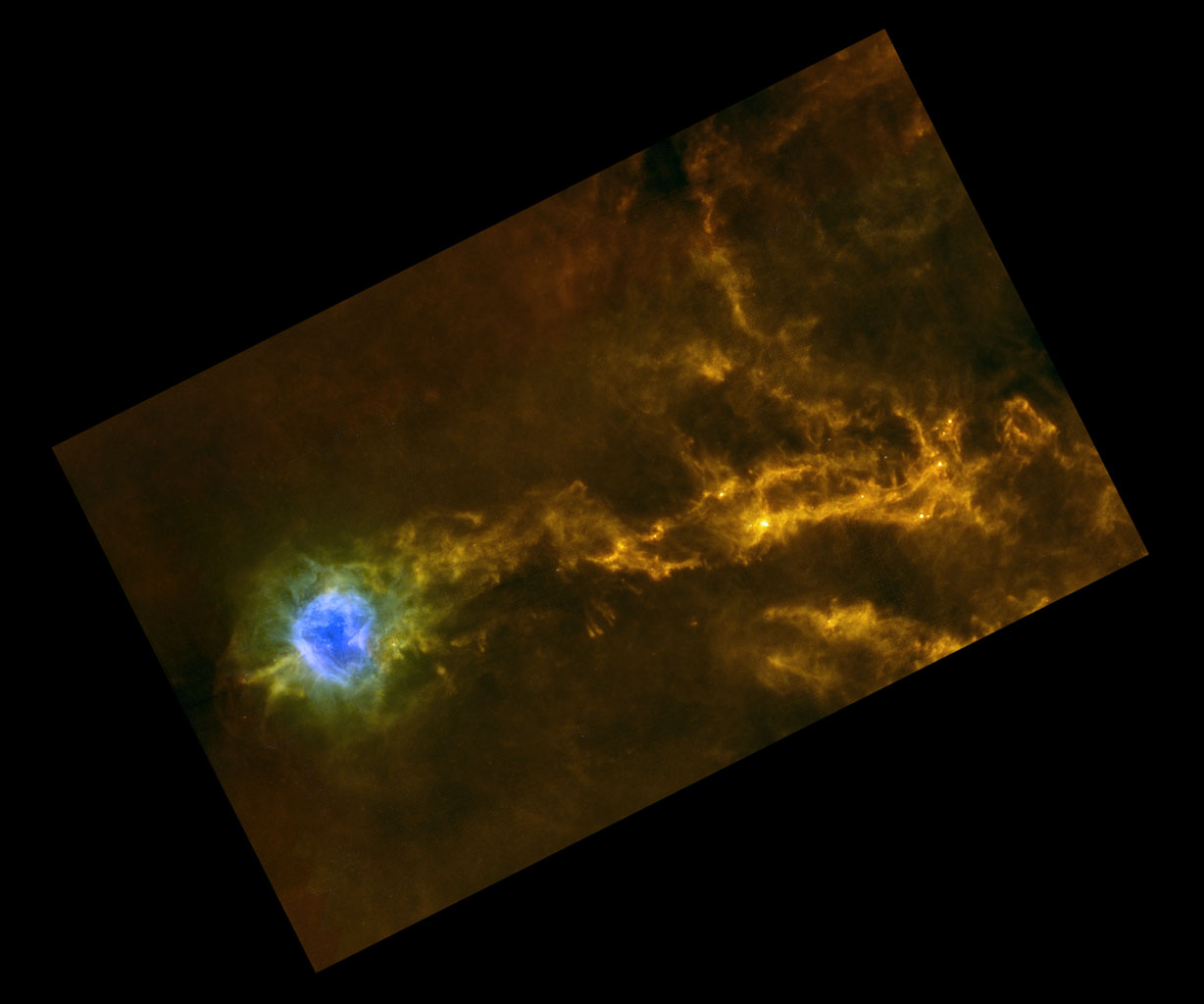
Vista de la región de formación estelar IC 5146 desde el telescopio espacial Herschel de la ESA

## Objetos Estelares Jóvenes
IC 5146 es una guardería estelar en la que se está produciendo la formación de estrellas. Las observaciones realizadas por el telescopio espacial Spitzer y el observatorio de rayos X Chandra han identificado colectivamente cientos de objetos estelares jóvenes. Las estrellas jóvenes se observan tanto en la nebulosa de emisión, donde el gas ha sido ionizado por estrellas jóvenes masivas, como en la nube molecular oscura e infrarroja que forma la "cola". La estrella más masiva de la región es BD +46 3474, una estrella de clase B1 que tiene una masa estimada de 14±4 veces la del Sol.
Otra estrella interesante de la nebulosa es BD +46 3471, que es un ejemplo de estrella HAeBe, una estrella de masa intermedia con fuertes líneas de emisión en su espectro.

## Galería

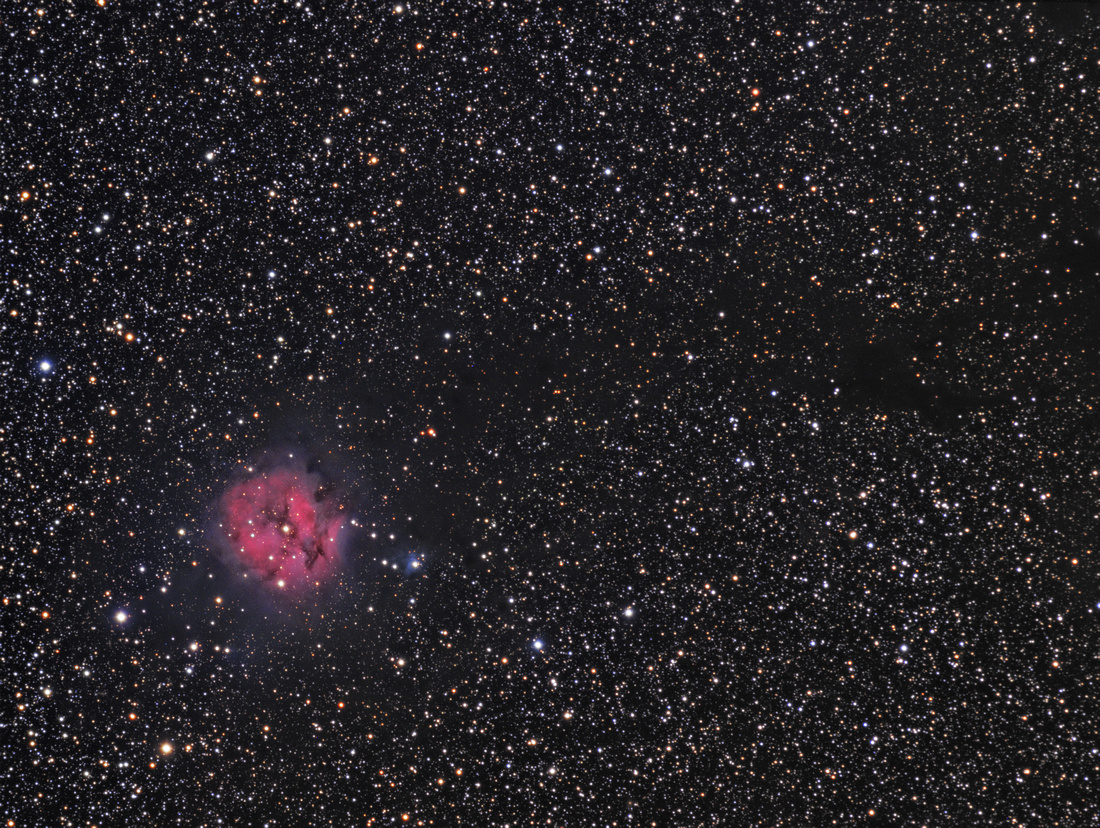
Imagen amateur de IC 5146 "Nebulosa Cocoon"